# Robert Dumont-Duparc
Robert Dumont-Duparc, né le 9 avril 1866 à Falaise et mort le 26 décembre 1932 à Paris, est un peintre français.

## Biographie
Robert Dumont est le fils d'Augustin Ernest Dumont (1835-1898), lieutenant de vaisseau, et de Marie Élise Faucillon-Duparc, son frère est officier de marine.
Domicilié à Marseille en 1907, veuf de Marie Thérèse Catherine Brisson (1878-1907), il épouse en secondes noces, à Pornic, Anne Francopulo, le couple divorcera quelques années plus tard.
Il obtient les palmes académiques et expose au Salon de Marseille en 1907 et 1912.
Il devient peintre officiel de la Marine en 1909.
Il meurt à son domicile parisien de la rue Alfred-Stevens à l'âge de 66 ans.